# Туфахія
Туфахіє (босн. tufahije; однина: туфахія босн. tufahija) — боснійський десерт, зроблений із яблук, фаршированих волоським горіхом та зварений у солодкій воді. Він дуже популярний у Боснії та Герцеговині, Сербії та Північній Македонії. Туфахію було запроваджено на Балканах під час османського правління.

## Етимологія
Слово туфахія походить з арабського слова туффаха (араб. تفاحة), що значить «яблуко».

## Інгредієнти
Туфахія подається у великих стаканах з власним глазурованим сиропом та збитими вершками на верхівці. Звичайно супроводжується кавою.